# Dipterocarpus elongatus
Espèce
Classification phylogénétique
Statut de conservation UICN

 CR A1cd+2cd, B1+2c : 
En danger critique
Dipterocarpus elongatus est un grand arbre sempervirent de la Péninsule Malaise, de Singapour, du Sarawak, du Kalimantan et de Sumatra, appartenant à la famille des Diptérocarpacées.

## Répartition
Forêts promaires et secondaires inondées de la Péninsule Malaise, de Singapour, du Sarawak, du Kalimantan et de Sumatra

## Préservation
En danger critique de disparition du fait de la déforestation.